# Chiayusaurus
Chiayusaurus („ještěr z Ťia-jü-kuan“) byl rod sauropodního dinosaura, žijícího v období svrchní jura až spodní křídy (geologické stupně tithon až apt, před 150 až 115 miliony let) na území dnešní severozápadní Číny (provincie Sin-ťiang, nedaleko města Ťia-jü-kuan). Typový druh C. lacustris byl popsán roku 1953, další potenciální druh tohoto rodu, C. asianensis, byl formálně popsán roku 1997 z Jižní Koreje.

## Historie
V roce 1953 tohoto dinosaura formálně popsal a pojmenoval švédský paleontolog Birger Bohlin, a to na základě jediného objeveného fosilního zubu ze souvrství Kalazha. Lžícovitá korunka zubu o délce 27 mm byla podobná zubům geologicky mladších rodů Asiatosaurus a Euhelopus, pravděpodobně však patřila jakémusi mamenchisauridovi.
Fosilie potenciálního dalšího druhu tohoto rodu byly objeveny v sedimentech souvrství Hasandong na území jihokorejské provincie Gyeongsang. Korunka zubu o délce 46 mm nese katalogové označení KPE 8001. Později se ale ukázalo, že oba druhy ve skutečnosti ke stejnému rodu nenáleží a druhý z nich by mohl spadat spíše do kladu Titanosauria. Vzhledem k fragmentárnímu fosilnímu materiálu jsou oba taxony považovány za nomina dubia (pochybná vědecká jména).